# Bartolomé Ramis
Bartolomé Ramis Ramis (Mahón, Baleares, 3 de julio de 1751 - ¿?, 26 de julio de 1837) fue un médico y botánico español de la Ilustración.

## Trayectoria
Era hijo del abogado Bartolomé Ramis Serra (1730-1788) y de Catalina Ramis Calafat, primos hermanos y por tanto parientes en segundo grado, cuya familia era una de las más antiguas e ilustres de Inca. También era hermano del jurista y traductor Pedro Ramis (1748-1816); del abogado, historiador y poeta Juan Ramis (1746-1819); del teólogo y agrónomo José Ramis (1766-1821); y del abogado e historiador Antonio Ramis (1771-1840).
Tras hacer prácticas en la isla de Menorca con el médico Joaquín Carreras, estudió Medicina con el doctor Jean-Louis Fargeon en Montpellier y recibió la borla de doctor en Aviñón el 21 de julio de 1778. Una vez fue aprobado por el protomedicato inglés en la isla de Menorca, empezó a ejercer allí. Dejó varias obras manuscritas, una de ellas propiedad de Juan Texidor y Cos, catedrático de la Facultad de Farmacia de Barcelona, era el manuscrito del primer tomo de la Colección de algunas plantas que crecen naturalmente y sin cultura en Menorca que escribió Bartolomé Ramis en 1782. Imprimió solamente un Breu discurs sobre el pernicios é indecent costum d'enterrar dius las Iglesias.
Ramis se casó a los cincuenta años, el 8 de diciembre de 1801, con la viuda de Juan de Silva y Pacheco (XIV conde de Cifuentes y gobernador y capitán general de Menorca), Juana Eymar Capella (Ciudadela, 1763-Mahón, 1832), hija del negociante francés Claudi Eymar.

## Obras
- Breu discurs sobre el pernicios é indecent costum d'enterrar dius las Iglesias, Mahón: Imprenta de la viuda e hijos de Fabregués, 1818.
- Colección de algunas plantas que crecen naturalmente y sin cultura en Menorca, manuscrito inédito.

- Datos: Q28503032